# (36123) 1999 RS146
1999 RS146 (asteroide 36123) é um asteroide da cintura principal. Possui uma excentricidade de 0.05014720 e uma inclinação de 9.45144º.
Este asteroide foi descoberto no dia 9 de setembro de 1999 por LINEAR em Socorro.